# Kvantmekanik
Kvantmekanik, även kallad kvantfysik och kvantteori, är en övergripande teori inom den moderna fysiken och även inom kemin. Den formulerades under 1900-talets första hälft och är en framgångsrik beskrivning av materiens och energins beteende i mikrokosmos. Kvantmekaniska effekter märks oftast inte på makroskopisk nivå, men för att beskriva system som atomer, metaller, molekyler och subatomära system är kvantmekaniken nödvändig.
Kvantmekaniken skiljer sig från den klassiska mekaniken på några avgörande punkter. Den viktigaste är att dess förutsägelser är statistiska, i meningen att man inte kan förutsäga vilket resultat en enskild mätning kommer att ge, utan endast sannolikheterna för möjliga utfall. Ett annat viktigt koncept är Heisenbergs osäkerhetsprincip, som säger att man inte samtidigt kan bestämma en partikels läge och rörelsemängd med godtycklig noggrannhet. Denna princip är relaterad till våg-partikeldualiteten, som säger att partiklar, till exempel elektroner eller fotoner, i vissa situationer uppvisar partikelegenskaper och i vissa situationer vågegenskaper. I kvantmekaniken ersätts begreppen våg och partikel med den så kallade vågfunktionen, som innehåller all information om ett kvantmekaniskt system.

## Historik
Kring sekelskiftet 1900 uppenbarade sig allt fler brister i den dåvarande fysikens beskrivning av naturen. Framförallt saknade man förståelse för följande experiment och iakttagelser: 
1. Det elektromagnetiska spektrumet från en svartkropp.
2. Den fotoelektriska effekten.
3. Atomernas linjespektrum.

Max Plancks historiska hypotes (1900) om kvantiseringen av svartkroppsstrålning betraktas av många som kvantmekanikens utgångspunkt och födelse. Albert Einsteins teoretiska förklaring av den fotoelektriska effekten (1905), Niels Bohrs atommodell (1913), och Louis de Broglies förslag att elektroner har vågegenskaper (1924) var ytterligare viktiga steg. Den teoretiska grunden för kvantmekaniken utarbetades av många fysiker, bland annat Erwin Schrödinger, Werner Heisenberg, Paul Dirac, Niels Bohr, Max Born, Louis de Broglie och Wolfgang Pauli.

## Kvantmekanikens möjliga förklaringsmodeller
Kvantfysikens teori har sedermera utvecklats och kan förklara och kvantifiera effekter som den klassiska fysiken inte tar hänsyn till:
- Fysikaliska storheter ("observabler") kan ibland endast anta vissa diskreta värden när ett system begränsas, som till exempel en atoms totala energi. Ändringar av dessa observabler kallas kvanta (från lat. quantum, antal), därav namnet kvantmekanik.
- Elektromagnetiska vågor visar under vissa förutsättningar partikelegenskaper (fotoner) och materia har under vissa förutsättningar vågkaraktär (se våg-partikeldualism).
- Vissa par av observabler, till exempel kan en partikels position och hastighet (i en viss riktning) aldrig mätas samtidigt med godtycklig precision (se Heisenbergs obestämdhetsrelation, komplementaritet).

Kvantmekanikens lagar och validitet är dock inte begränsade till mikroskopiska partiklar. Man kan visa att den klassiska mekanikens lagar återvinns som ett asymptotiskt gränsfall från kvantmekaniken (korrespondensprincipen). Dessutom uppträder makroskopiska effekter till följd av en koherent superposition av partiklarnas vågfunktioner: supraledning, suprafluiditet och Bose-Einstein-kondensation.
Idag förekommer intensiv forskning för att framställa makroskopiska kvantsystem för att bland annat utvidga den fundamentala förståelsen av kvantmekaniken.

## Teori
Vågfunktionen är fundamental inom kvantfysiken. Varje partikel har en vågfunktion som är ett komplext skalärfält i rum och tid. Vågfunktionen kan inte mätas direkt, däremot har partikeln ett antal mätbara storheter, observabler, som definieras med hjälp av kvantmekaniska operatorer. Dessa är bland annat position, rörelsemängd och hamilton-energi.
Se även bra-ket-notation.

## Tolkning av kvantmekaniken
Kvantmekaniken ger en matematisk bild av naturen som inte helt står i samklang med den klassiska bilden av naturen. Fysikaliska system som är mycket små uppvisar förbryllande egenskaper som inte har någon motsvarighet i större fysikaliska system. Ett exempel på ett dylikt fenomen är tunnling, varvid en partikel kan befinna sig i ett, enligt klassisk fysik, förbjudet tillstånd. Ett exempel på detta är alfasönderfall av radioaktiva isotoper, då partiklar skickas ut från atomkärnan trots att de enligt klassisk fysik inte har energi nog att undkomma de starka krafterna i atomkärnan.
Bakgrunden till dessa besynnerliga fenomen i kvantmekaniken är att naturen, i dessa skalor, beskrivs enligt en sannolikhetsfördelning över olika fysikaliska tillstånd. Den kvantmekaniska vågfunktionen ger (vid multiplicering med sin komplexkonjugering) en sannolikhetsfördelning för en partikels position. Innan en mätning sker kan vi inte uttala oss om vilket tillstånd systemet befinner sig i – bara sannolikheten att finna systemet i de möjliga tillstånden. Vid en mätning av ett specifikt system erhålls, som resultat av mätningen, endast ett av dessa möjliga tillstånd. (Det genomsnittliga mätutfallet kallas väntevärde).
Ett exempel är platsbestämning av en elektron i ett givet ögonblick. Man uttrycker ibland saken så, att elektronen inte har någon bestämd position före mätningen, men får en position genom mätningen. Det kallas för att elektronens vågfunktion kollapsar -- omedelbart efter mätningen är elektronens sannolikhetsfördelning samlad i en enda punkt, nämligen den där elektronen hittades.
Hur vågfunktioner ändrar sig med tiden – den kvantmekaniska motsvarigheten till hur partiklar rör sig – beskrivs av Schrödingerekvationen.

### Exempel på tolkningar
- Köpenhamnstolkningen – Under utvecklingen av kvantmekaniken under 1920- och 1930-talen, diskuterades ämnet flitigt. Den tolkning som vann flest sympatisörer stod Niels Bohr för. Denna pragmatiska tolkning av kvantmekaniken kallas Köpenhamnstolkningen. Essensen är, något förenklat, att inget kan sägas om (kvant)fysikaliska system förrän en mätning gjorts. En partikel har helt enkelt inget bestämt läge förrän man försöker mäta det.

- Flervärldstolkningen – I Hugh Everetts flervärldstolkning sägs varje tänkbart utfall av en mätning realiseras. Vid varje mätningstillfälle delar sig dock universum i lika många delar som antalet tänkbara utfall.

- Dolda variabler – Denna tolkning hävdar att varje partikel har en dold variabel som anger vilket värde den kommer att ge vid mätning. John S. Bell bevisade dock 1964 ett teorem (Bells teorem) som säger att en lokal dold variabelteori ger observerbara skillnader mot kvantmekaniken. Experiment utförda av Alain Aspect med flera (1981–1982) visade att kvantmekaniken är korrekt.

- Håll käft och räkna (från engelska: Shut up and calculate) – Denna "tolkning", som ibland sägs komma från Richard Feynman (även om han troligen inte sagt det[1]), är närmast att betrakta som en avsaknad av tolkning. Kvantmekaniken är ett hantverk, som ger resultat som stämmer väl och att försöka tolka dem leder mer till filosofi än fysik.

## Konsekvenser för vetenskapliga discipliner
Ett flertal konsekvenser inom fysiken och kemin har uppstått som resultat av flera till synes märkliga observationer och matematiska modeller inom kvantmekaniken. 

### Konsekvenser inom fysiken

#### Lokalitet
Heisenbergs osäkerhetsprincip har direkt påverkat fysikens tolkning av universum från att vara i grunden deterministisk till att vara i grunden ytterst osäker vad gäller lokalitet och hastighet på föremål från molekylär storleksnivå och ännu mindre.

#### Negativ energi och virtuella partiklar

Casimirexperimentet påvisade att negativ energi kan existera i samband med virtuella partiklar och till och med förflytta två metallplattor nära varandra.

Negativ energi är ett matematiskt begrepp som kan uttryckas med formeln E² = m²c⁴ + p²c². Det vanligaste exemplet på detta begrepp är en direkt konsekvens av virtuella partiklar som både "skapas" och "förgörs" inom vårt universum inom så kort tidsram att många fysiker anser att de inte ens kan betraktas som existerande. Casimireffekten har undersökts med en kvantelektronisk spegel av en forskargrupp på Chalmers ledd av Per Delsing. De har i sina experiment lyckats påvisa att det verkligen finns partiklar som uppstår och sedan försvinner i ett vakuum. 

#### Kvanta

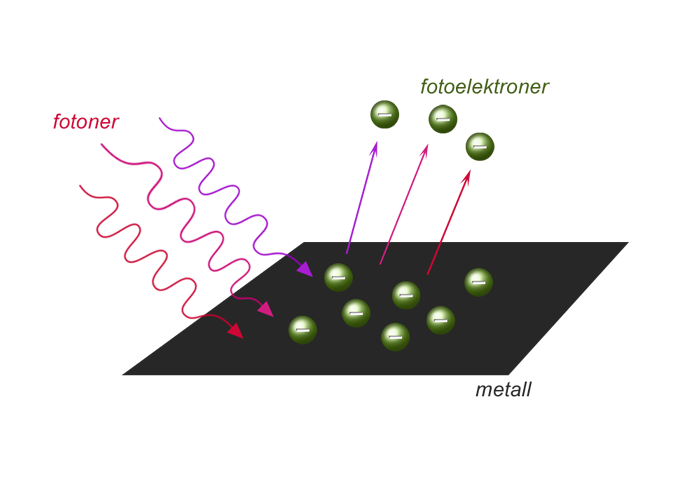
Enkel beskrivning av den fotoelektriska effekten.

Fysikern Niels Bohr lyckades förklara det elektromagnetiska spektrumet hos väteatomen genom att föreställa sig hur den positivt laddade atomkärnan attraherar och behåller en elektron i en sorts omloppsbana, liknande ett solsystem. När en foton möter med elektronens bana så exciteras elektronen och "hoppar" uppåt en energinivå varefter den "faller" tillbaka och ger då ifrån sig en kvanta av energi i form av ännu en foton med en viss frekvens. Denna förklaring fungerar dock ej för atomer hos tyngre grundämnen.
Bohrs förklaring håller ej heller för att beskriva den fotoelektriska effekten, där elektroner emitterar från en metall då det belyses med elektromagnetisk strålning av tillräckligt hög frekvens. Flera framstående fysiker såsom  Albert Einstein och Max Planck har försökt förklara fenomenet fullt ut efteråt. Förklarandet av den fotoelektriska effekten visade dock på att ljus är kvantiserat precis enligt Niels Bohrs idéer.

### Konsekvenser inom kemin

#### Orbitaler

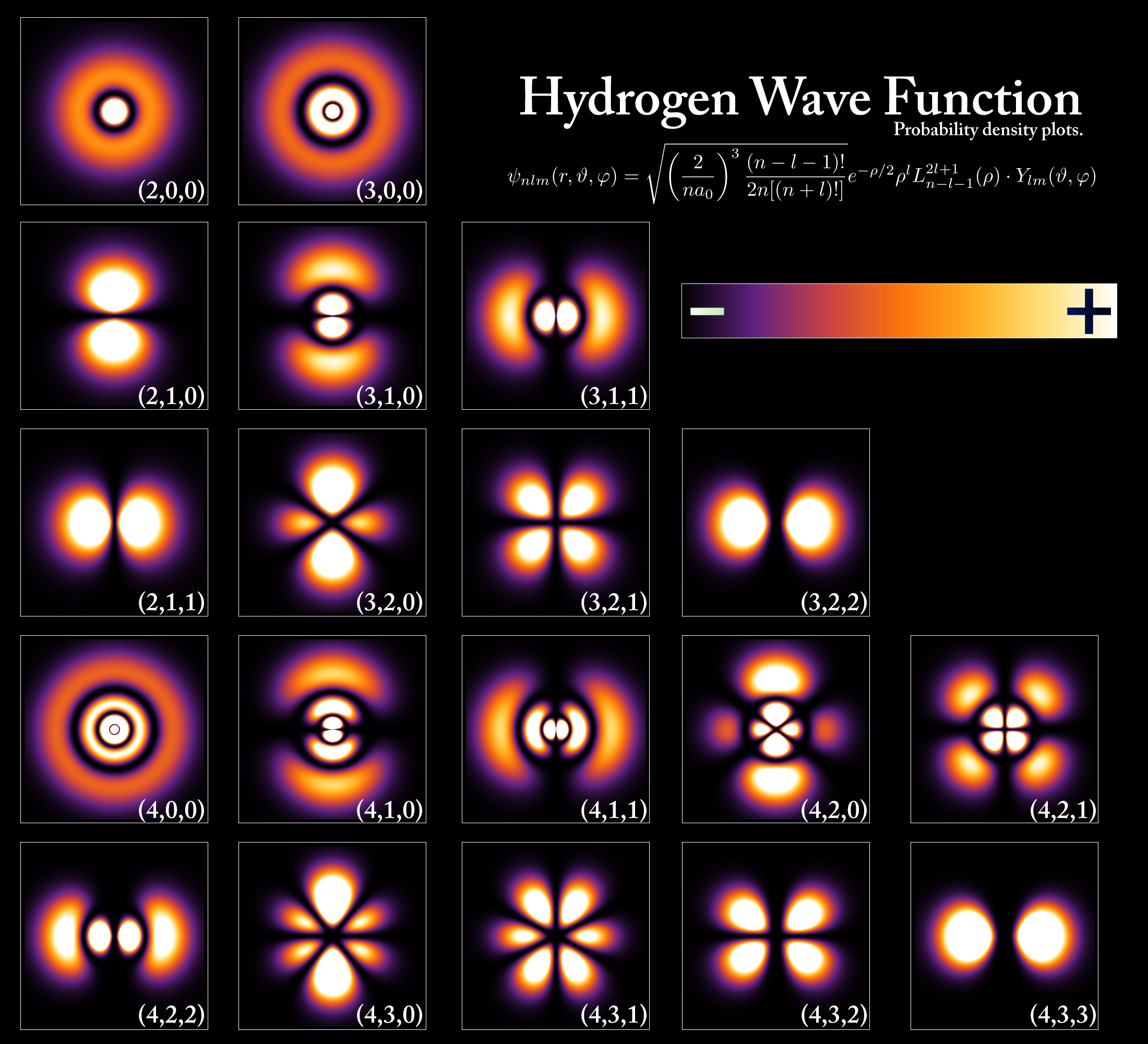
Strukturer hos orbitaler.

Då Bohrs atommodell visades vara ofullständig och endast tillämpbar på den enklaste av alla atomer, väteatomen, föddes snart ett nytt koncept om hur elektroner fördelas runtom atomkärnan tack vare osäkerhetsprincipen. Då elektroner uppvisar en klar vågfunktion föreslogs det att dessa snarare existerar i "lager av osäkerhet" runtom atomens kärna, så kallade orbitaler. Detta koncept födde en helt ny disciplin inom kemin; kvantkemin. Orbitaler har både matematiskt bevisats existera och observerats direkt. Konceptet med orbitaler har visat sig vara vitalt för förståelsen av alla grundämnens egenskaper, kemiska såväl som fysikaliska.

#### Reaktionsmekanismer
Kvantmekaniken har bidragit starkt till konceptet reaktionsmekanism och förståelsen kring hur valenselektroner faktiskt förflyttas under kemiska reaktioner. Det har lett till otrolig precision gällande valet av typ av reaktion kemister önskar ske. Man har därför till och med kunnat designa enskilda molekyler. Nu kan man även "frysa" en molekyl i övergångstillståndet mellan reaktant och produkt, vilket tidigare ansetts totalt omöjligt.

## Tillämpningar
Kvantmekaniska teorier används för att förutsäga eller beskriva former och egenskaper hos material på molekylnivå, vilket används inom allt från proteinforskning och medicinutveckling till utveckling av halvledare och laserinstrument.
Bland de tillämpningar som utnyttjar mer grundläggande teorier i kvantmekanik finns kvantkryptering, kvantdatorn och kvantteleportering – där de två senare ännu befinner sig på grundläggande forskningsnivå.
Att formulera en kvantmekanisk beskrivning av gravitation eller kvantgravitation är en svår uppgift som ännu inte lyckats.